# リア・ヴァン・ダール
リア・ヴァン・ダール (Leah Van Dale、1987年10月23日 - ）は、アメリカ合衆国のプロレスラー。マサチューセッツ州スペンサー出身。WWEにカーメラ（Carmella）のリングネームで所属。

## 来歴
カーメラはマサチューセッツ大学ダートマス校を卒業後にNFLニューイングランド・ペイトリオッツのチアを務めていた。さらにNBAロサンゼルス・レイカーズではダンスチームとして活躍。
2013年、WWEと契約し、14年9月『NXT』に初登場。16年7月WWEドラフトで『スマックダウン』より指名。17年のマネー・イン・ザ・バンクでは史上初の女子マネー・イン・ザ・バンクラダーマッチが行われたが、自身のセコンドについていたジェームス・エルスワースが介入したことにより無効試合となり、9日後の再試合で勝利。初代ミス・マネー・イン・ザ・バンクとなった。18年4月10日の『スマックダウン』スムージー・キング・センター大会ではキャッシュインを行使。スマックダウン女子王座のシャーロット・フレアーを一撃しSD女子王者となった。8月にサマースラムではベッキー・リンチ、シャーロットとのトリプルスレッド戦でシャーロットが勝利したため、王座陥落となった。
2018年のWWE Mixed Match Challengeシーズン2ではR-トゥルースとチームを組み、ラウンドロビンスマックダウン組で4位でプレーオフに進出。プレーオフでは準々決勝でジェフ・ハーディー/シャーロット組、準決勝でザ・ミズ/アスカ組を下し、決勝ではアリシア・フォックス/ジンダー・マハル組をギブアップさせ優勝を果たした。カーメラはロイヤルランブルの女子ロイヤルランブル戦に30番目に登場する権利が与えられた。
2019年にはレッスルマニアのキックオフイベント第2試合女子バトルロイヤル戦でサラ・ローガンを最後に落として優勝した。

## 得意技
コード・オブ・サイレンス
現在のフィニッシャー、首4の字固めで相手の頭部を締め、脚力で相手の上半身を反らしてクロスフェイスの要領でタップを奪う。レッグフェースロックとほぼ同型の技。技を極めたあと後ろ手に回した右手で自分の左足のつま先を掴み、左手一本でバランスを取りながら相手の体を締め上げるのが特徴。
スーパーキック
ドロップキック
リバースDDT
DDT
ダイビングクロスボディ
ハリケーンラナ
ハイキック
クローズライン

トペスイシーダ
セカンドロープとサードロープの間を飛んでいく形を使用する。
ムーンウォーク
技ではないが入場時や挑発などで使う。

## 獲得タイトル
WWE
- 24／7王座 : 2回
- スマックダウン女子王座 : 1回

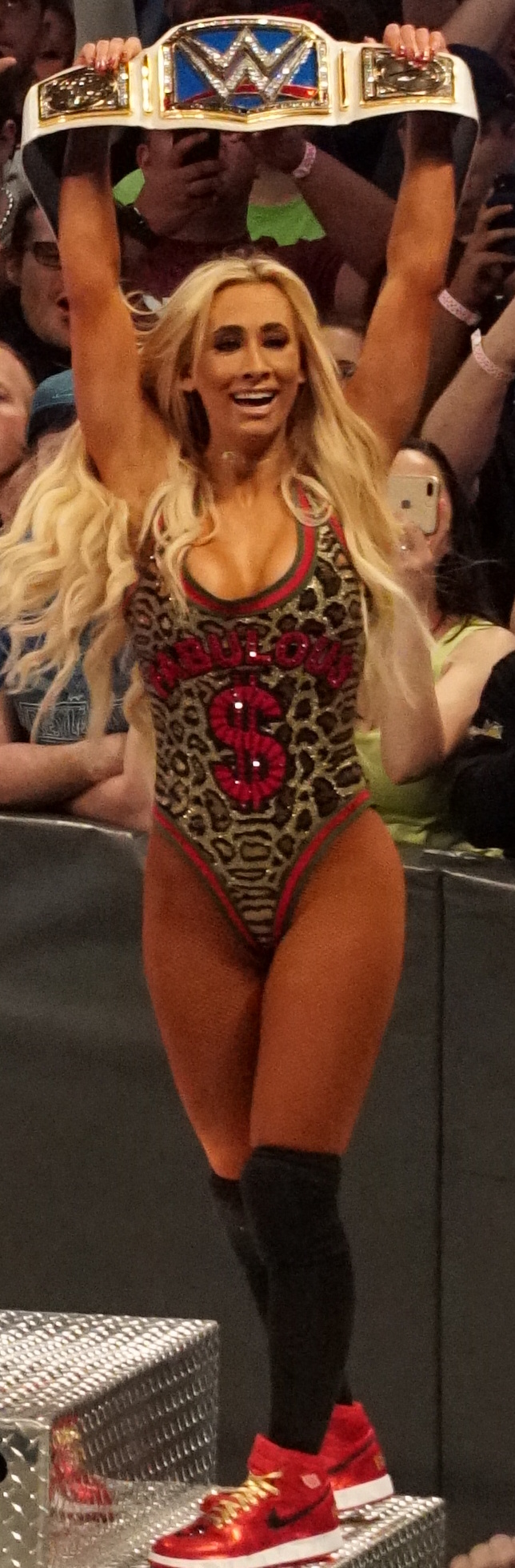
スマックダウン女子王座

- Ms.マネー・イン・ザ・バンク : 2017年
- ミックスド・マッチチャレンジ : 2019年（w / Rトゥルース）

## 入場曲
- "Fabulous" by CFO$
- "SAWFT is a Sin" by CFO$